# Кенома
Кенома - понятие гностической философии. Валентин, гностический мыслитель и проповедник середины второго столетия, был одним из ранних христиан, которые пытались поставить в один ряд христианство и средний платонизм. Валентин объединил двойственные понятия из платоновского мира идеальных форм, или полноты (плерома), и нижнего мира явлений, или пустоты (кенома, κένωμα). Используя третье понятие космоса, валентинианские посвящённые могли интерпретировать Писание в свете этих трёх аспектов бытия.

## Пустота
Плерома — это обитель Эонов … они являют собой или составляют вечные идеи или архетипы платоновской философии. … Отделённая от этого небесного региона Хорусом … или Границей … лежит «кенома», или «пустота» — царство этого мира, область материи и материальных вещей, земля теней и тьмы. Это империя Демиурга или Создателя, который не является божественным Эоном, а родился в этой самой пустоте, над которой царствует. Здесь находятся все явленные, вводящие в заблуждение, преходящие вещи, неизменные двойники которых находятся лишь в плероме. … .Все вещи в этих двух регионах противопоставлено одно другому, совсем как
Лебедь на тихом озере Св. Марии
Плывёт двойственный: лебедь и тень.
Наземные копии есть не только у тридцати Эонов, их подразделения также представлены в этом нижнем регионе. У кеномы также есть свои огдоад, декада, додекада, как и у плеромы. Есть одна София в надземном регионе, и другая — в земном; есть один Христос, который спасает в духовном мире, и второй, который спасает человечество, или, точнее, часть человечества в разумном мире. В небесном мире есть Эон Человека и ещё один Эон Церкви, совершенная копия Человеческой Расы и Христианской Церкви в земном. … Более того, топографическая концепция плеромы доводится до конца в деталях изображений. Вторая София, также именуемая Ахамот, — желание, потомок, её старшей тёзки, отделенный от матери, извергнутый из плеромы и оставленный «выброшенным» в пустоте по ту сторону, не допускаемая к возвращению неумолимым Хорусом, который охраняет границу надземного царства.
The swan on still St Mary’s lake
Floats double, swan and shadow.
Древнегреческий термин бессодержательности или пустоты (kenoma), относящееся к трактовке Писания Иоанна главы 1 стиха 3 Теодотом, описан в Выдержкe из Теодото Климента Александрийского (Кейси, 1934).

## Изъян (υστερημα)
В других местах часто Плероме противопоставляется не Кенома, а Изъян (Hysterema, ὑστέρημα). Согласно системе, изложенной Ипполитом (vi. 31, p. 180), это слово используется как дополнение к слову Плерома, обозначающее всё, что не включено в значение последнего. Таким образом, Хорос, или граница, представлен как отделение Изъяна от Плеромы, имеющий свойства их обоих, но сохраняющий всё внутреннее фиксированным и недвижимым, не допуская ничему войти извне. Аналогично можно понять отрывок в Епифании (Панарион 31, 4, стр. 166), где то же имя даётся Демиургу; в случае появления слова Hebdomas, которое Валентиниане дали Демиургу, имя царства, над которым он правил, и из которого он получил своё происхождение.
Маркус говорил о Демиурге как о karpos hysterematos (Ириней, Iren. I. xvii. 2, p. 86; xix. 1, p. 90), вероятно, как предлагает Lightfoot (Coloss, стр. 335), в отличие от описания Христа как karpos pleromatos. Может показаться, что Маркус использовал слово Hysterema в уже истолкованном его значении, чтобы обозначить регион за пределами Плеромы (Iren. I. xvi. 2, p. 82), где, в его привычном поиске тайных значений в числах, как он считает, прежний регион был символизирован числами до 99, подсчитанными на левой руке, и после 100, подсчитанные на правой. Поскольку Маркус исполовал слово Плерома во множественном числе (см. Lightfoot, l. c.), он мог использовать слово Hysterema также во множественном числе, чтобы обозначить силы, принадлежащие этим регионам соответственно. Возможно, утверждение о том, что принимал во внимание вторую или третью Hysterema — это всего лишь вывод, сделанный самим Иринеем (I. xvi. 3, p. 83), из того факта, что наименование karpos hysterematos применяется не только к Демиургу, но и к Софии Ахамот.
Ириней как правило использует это слово, обычно переводимое как labes (омрачение) в старых латинских переводах, не в формальном смысле, а в общем значении дефекта, обычно с добавлением к нему слов agnoia (невежество) и pathos (страдание). Слово Изъян (Hysterema) также, чисто технически, встречается в отрывке Theod. 2, 22 (Clem. Alex. pp. 967, 974), но контекст не позволяет установить его значение. Изъян, упомянутый Епифанием, использовался в качестве специального слова Василидом.